# 佐藤健司 (政治家)
佐藤 健司（さとう けんじ、1973年〈昭和48年〉3月24日 - ）は、日本の政治家。滋賀県大津市長（2期）。元滋賀県議会議員（3期）、元大津市議会議員（2期）。

## 来歴
愛知県岩倉市出身。1996年3月、同志社大学法学部法律学科を卒業。同年4月、日本放送協会（NHK）に記者として入局。
2004年、大津市議会議員補欠選挙に立候補し初当選。2007年の市議会議員選挙で再選。2010年5月から翌年3月まで市議会副議長を務める。2011年、滋賀県議会議員選挙に無所属で立候補し初当選。2015年の同選挙で自由民主党公認で立候補し再選。2019年の同選挙で3選。
2019年8月末、大津市議会の二つの大会派「湖誠会」「新和会」所属の自民党などの市議20人が、佐藤に翌年の大津市長選挙への立候補を要請。同年9月4日には立候補する意向を固めたことが明らかとなった。10月15日、正式に出馬表明を行う。
2020年1月19日投開票の同選挙で、現職の越直美の後継候補として立候補した元市役所職員の小西元昭を破り初当選。1月25日、市長就任。
※当日有権者数：280,534人 最終投票率：39.77%（前回比：8.2pts）
| 候補者名 | 年齢 | 所属党派 | 新旧別 | 得票数   | 得票率 | 推薦・支持                                                                  |
| -------- | ---- | -------- | ------ | -------- | ------ | --------------------------------------------------------------------------- |
| 佐藤健司 | 46   | 無所属   | 新     | 62,290票 | 56.68% | （支持）自由民主党滋賀県連                                                  |
| 小西元昭 | 50   | 無所属   | 新     | 47,606票 | 43.32% | （推薦）チームしが・連合滋賀 （支援）立憲民主党滋賀県連・国民民主党滋賀県連 |

2023年8月、2024年1月21日投開票の大津市長選挙に出馬する事を表明した。元滋賀県議会議員の成田政隆との一騎打ちになり、再選を果たした。
※当日有権者数：282,527人 最終投票率：36.61%（前回比：3.16pts）
| 候補者名 | 年齢 | 所属党派 | 新旧別 | 得票数   | 得票率 | 推薦・支持                                                              |
| -------- | ---- | -------- | ------ | -------- | ------ | ----------------------------------------------------------------------- |
| 佐藤健司 | 50   | 無所属   | 現     | 54,970票 | 53.84% | （支援）自由民主党大津支部・公明党大津支部 （支持）大津維新の会         |
| 成田政隆 | 49   | 無所属   | 新     | 47,122票 | 46.16% | （推薦）連合滋賀 （支援）立憲民主党県連・国民民主党県連・社会民主党県連 |

## 市政・人物

### 政治資金問題
- 2014年12月、大津市の産廃業者A社は佐藤が支部長を務める政治団体「自民党瀬田東支部」に24万円を寄付した。佐藤はもともとあった約14万円との合計214万円を翌2015年に繰り越した。同支部は同年4月3日の県議選告示日に150万円を佐藤に寄付。この間、同支部への寄付は市内の建設会社からの24万円のみで、佐藤に渡った150万円の大半の原資はA社の寄付金だった。A社の寄付は、佐藤が県議選に初当選した2011年から2017年までの間、2014年のみだったため選挙資金として寄付された可能性が高いとされた。専門家は「迂回献金」だと指摘している[11][12]。
- 大津市長選挙のわずか1か月前の2019年12月7日、市内のホテルで政治資金パーティーを開いた。パーティー券は1枚1万円。市内の建設会社や不動産会社、一般市民らで会場は埋め尽くされた。市長初当選後、地元新聞社が佐藤に「政治資金パーティーには市の指名業者が多く見られたが、業者との癒着に発展しないか」と質問すると、佐藤は「政治資金規正法上、政治資金パーティーは政治団体が行う対価を徴収して行われる催しであり寄付に当たらないし、政治団体の目的・主張に賛同してパーティー券を購入してもらっており業者との癒着の指摘は当たらない」と文書で回答した[13]。
- 2020年2月6日、佐藤が代表を務めていた「自民党瀬田東支部」が、団体の設立届で、主な活動区域を「大津市瀬田東地区」として25年以上活動していたことが報道により明らかとなった。政治資金規正法は、市内の一部地域を活動区域とする政党支部への企業・団体献金を認めていないが、瀬田東支部は少なくとも数年前から企業・団体献金を受け取っていた[14]。
- 同年6月4日、佐藤の後援会が、2年連続の政治資金収支報告書の未提出により、事実上活動ができない無届け団体になっていたことが報道で明らかとなった。佐藤は後援会の解散手続きを行ったと説明した[15]。

### 新型コロナウイルス関連
- 2020年2月21日、市長の給与のカット率を従来の3割から1割に変更する条例案を市議会に提出[16]。変更議案は3月27日に可決され、同年4月に発効した。前市長の越直美は市の厳しい財政状況を背景に2016年度から給与の3割カットを続けたが、新型コロナウイルスの感染拡大で経済への影響が懸念される中、佐藤が自身の給与を年300万円前後引き上げる議案を提出したことは注目を浴びた。市長給与は年総額約1,140万円から約1,430万円に増えることとなった[17]。
- 同年4月21日、市職員11人が新型コロナウイルスに感染しクラスター（感染者集団）が発生したことを受け、佐藤は大津市役所本庁舎を4月25日から5月6日まで全面閉鎖することを決めた[18]。
- 同年6月8日、新型コロナウイルス対策の財源に充てるため、自身と副市長、教育長、公営企業管理者、代表監査委員の6月期末手当を全額カットする条例案を市議会定例会に提出した[19]。返上額は市長約120万7,000円、副市長約52万5,000円（同年4月就任）、教育長約154万8,000円、公営企業管理者約154万8,000円、代表監査委員約124万6,000円[20]。7月2日、同条例案は可決された[21]。

### 性的少数者に対する施策
前市長の越直美の在職中、大津市は2017年12月22日、性的少数者（LGBTなど）を支援する「おおつレインボー宣言」を行い、2018年12月には当事者や支援者らを交えた「大津市パートナーシップ制度にかかる検討会議」を設置。2019年10月には「大津市パートナーシップの宣誓の証明に関する要綱（案）」を検討会議に提出するなど、差別・偏見の解消に向けた施策に取り組んでいた。
ところが2021年7月12日、「性的少数者への理解が社会的に進んでいない現状では制度が形骸化する可能性があるため」との理由により、佐藤がパートナーシップ制度導入を2020年度に見送っていたことが明らかとなった。同年8月2日、佐藤が同会議に報告のないまま導入見送りを決めていたことが明らかとなった。
同年9月9日、林まり市議が、報道で明らかとなった件を踏まえ、パートナーシップ制度の導入検討に関し、市議会定例会で質問。市は「パートナーシップ制度を導入するような段階に進んだことはなく、従って、導入見送りを決定したという事実もない」「他都市において反対のご意見が多数出てしまったとか、そういったことも検討の必要性の一つではないかと考えている」と答弁した。

### その他
- 2020年3月30日、新年度当初予算からいじめ対策の事業費約1,600万円を削減したことについて「実績を踏まえた判断」と説明した。削減をめぐっては、2011年にいじめを受けて自殺した市立中学校2年の男子生徒の遺族が3月26日、越の施策からの転換の検証などを求める意見書を佐藤に提出した[27]。
- 2020年6月23日、「ジュネーブ構想」の一環で進めていた「大津駅前公園及び中央大通りの活用事業」について、不採算を理由に事業者のバルニバービ・グループから撤退の申し出を受け、基本協定を解除したと明らかにした。これにより事業は当初の計画から大きく転換することになった[28]。